# Anschlag auf Blohm+Voss am 13. Oktober 1969

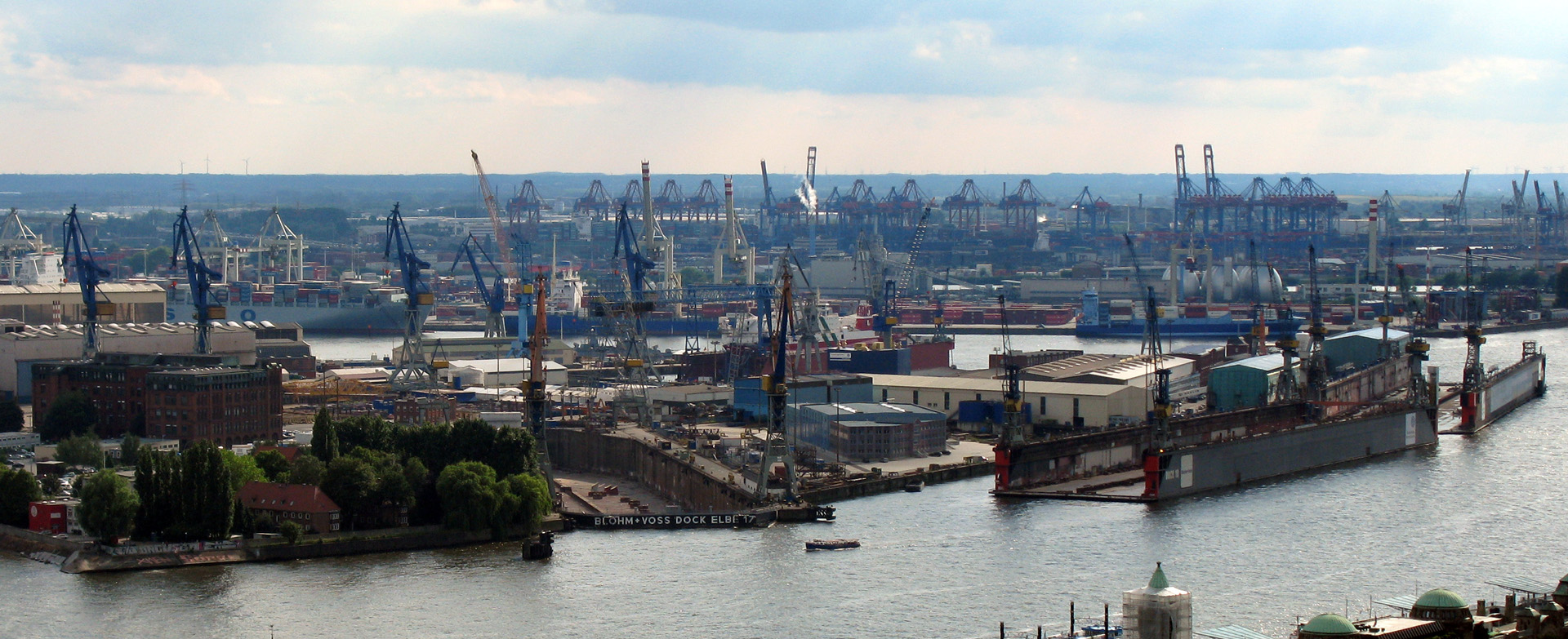
Die Werft „Blohm+Voss“ (2009)

Der Sprengstoffanschlag auf die Werft von Blohm+Voss im Hamburger Stadtteil Steinwerder wurde am 13. Oktober 1969 verübt. Zwei Anhänger der Außerparlamentarischen Opposition in Hamburg versuchten damit, die noch im Bau befindliche portugiesische Korvette João Coutinho zu versenken.

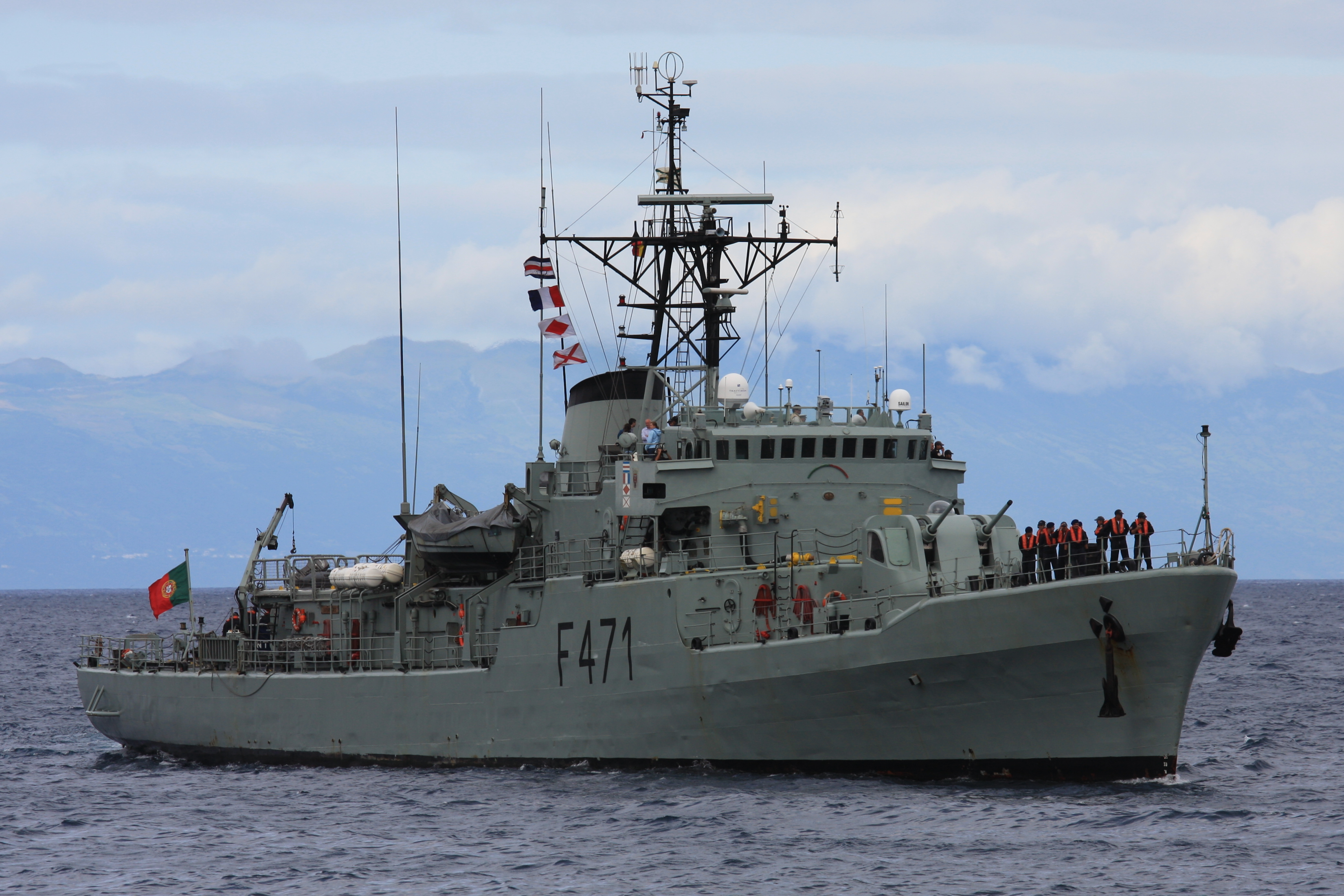
Die Korvette Antonio Enes, ein Schwesterschiff der João Coutinho

## Vorgeschichte
Blohm+Voss war damit beauftragt, drei Korvetten für den portugiesischen Staat zu bauen. Portugal war zu dieser Zeit eine Diktatur unter António de Oliveira Salazar und Marcelo Caetano. Das brutale Vorgehen, die Anwendung von Folter und Ermordung gegen Aufständische im eigenen Land, aber auch in den unterdrückten Kolonien, bewog viele Menschen dazu, diesem Staat negativ gegenüberzustehen. So war die Empörung über den Bau der Korvetten, die für die Kolonien bestimmt waren, besonders bei SDS-Gruppen groß. Mitglieder des „Sozialistischen Lehrlingszentrums“ (SLZ) in der Hochallee 21, von denen einige in den Werften arbeiteten, organisierten eine Informationskampagne. Es wurden Flugblätter mit einer Nachricht der angolanischen Befreiungsorganisation MPLA verteilt. Zur gleichen Zeit ging ein Schreiben von Amílcar Cabral für die PAIGC beim Hamburger SDS ein, in dem er zum Kampf im eigenen Land aufrief, aber ausdrücklich erwähnte, dass es kein bewaffneter Kampf sein müsse. Die Hamburger Studenten nahmen daraufhin Kontakt zu einem niederländischen Angola-Komitee auf, das ihnen Kontakt zur portugiesischen Widerstandsgruppe „Liga für revolutionäre Einheit und Aktion“ (LUAR) verschaffte. Es gab ein Treffen in Paris, bei dem nach einiger Zeit ein Angebot von 20 Kilogramm Sprengstoff unterbreitet wurde. Nach der Heimreise nach Hamburg bekamen die Studenten zwei Wochen später einen Schlüssel für ein Schließfach im Hamburger Hauptbahnhof, in dem der Sprengstoff lag.

## Der Anschlag
Nach einem Sprengtest eines kleinen Teils des Sprengstoffs am Truppenübungsplatz Höltigbaum bauten die zwei Attentäter unter anderem aus einem Plastikeimer und einem Wecker die später verwendete Bombe. Sie bekamen einen Anruf und machten sich bereit, das Attentat zu begehen. Durch ein Loch im Zaun begaben sie sich auf das Gelände der Werft. Sie gingen davon aus, dass die Wachen sich in der Nachtschicht vom Posten fortbewegten. Als die Wache das aber nicht tat, improvisierten sie und deponierten den Sprengsatz zwischen einer Schute und der Korvette in einer Wassertiefe von zwei Metern und nicht an der Korvette selbst. Sie stellten den Zeitzünder auf 06:30 Uhr und riefen um 06:13 Uhr bei der Polizeistation an, damit die Werft geräumt werde und keine Menschen verletzt würden. Um 06:15 und 06:20 Uhr wurde zusätzlich der Werkschutz angerufen. Die Bombe detonierte um 06:32 Uhr. Trümmer flogen bis zu 150 Meter weit. Die Fertigstellung des Schiffs verzögerte sich um acht Monate. Die João Coutinho hatte eine Wasserverdrängung von 1380 Tonnen und diente von 1970 bis 2014.

## Nachwirkung
Anders als von den Attentätern erhofft, wurde in den deutschen Medien kaum über den Anschlag berichtet, während es in den Niederlanden ausführlichere Berichte dazu gab. Es war geplant, Flugblätter zum Anschlag zu verteilen, was aber nicht geschah. Die beiden Attentäter reisten nach dem Anschlag nach Marokko und blieben bis Weihnachten dort. Nach eigenen Angaben wurden sie nach der Heimkehr von der Polizei beschattet, aber niemals verhört. 
Nach der Nelkenrevolution in Portugal erhielten die beiden portugiesischen Revolutionäre Camilo Mortágua und Hermínio da Palma Inácio den höchsten portugiesischen Orden, den Ordem da Liberdade. Sie waren es, die den Studenten den Sprengstoff beschafft hatten.